# Egideria
Egideria était une société spécialisée en intelligence économique (SIE) créée en 1994 par Yves-Michel Marti. Elle a été classée parmi les premiers prestataires français d'intelligence économique par la lettre spécialisée Intelligence Online comme par le quotidien Le Figaro en 2007.
Son activité se poursuit aujourd'hui sous le nom de  "The Baconian Company".
Egideria fournissait à ses clients, des entreprises internationales, de l'information sur leurs concurrents, les acquisitions, les partenariats ou la conquête des grands appels d'offres internationaux. La société a contribué au développement récent de l'intelligence économique en France.
En 1994, Egideria a été la première en France à lancer les séminaires de veille sur Internet, presque simultanément avec la société Cybion de Carlo Revelli.

## Histoire
En 1996, Yves-Michel Marti publie avec Bruno Martinet l’ouvrage L'Intelligence économique et concurrentielle : les yeux et les oreilles de l'entreprise qui reçoit le prix du meilleur ouvrage européen de management par le journal Financial Times, et est sélectionné parmi les trois meilleurs mondiaux. D'après Business Digest, ce livre est considéré désormais comme un des classiques du management.
En 1997, elle a été la première à lancer en France les séminaires sur les techniques d'interview et les salles d'opérations (War Room) . La même année, M. Marti fait scandale à la conférence de la Society of Competitive Intelligence Professionals de San Diego par sa communication « What can one learn from the Intelligence System of the Roman Catholic Church? » (Que peut-on apprendre du système de renseignement de l'Église Catholique ?). Elle utilise les outils informatiques pour le traitement de l'information stratégique, et en publie les résultats et ces travaux sont remarqués par les périodiques spécialisés.
En 2005, Egideria a fait partie de la quinzaine d'entreprises sous-traitantes du chimiste Rhodia (dont le cabinet d'avocats américain Shearman & Sterling) perquisitionnées simultanément par la Brigade Financière dans le cadre de l'affaire Rhodia, sans aucune suite juridique. Les investigations d'Egideria sont basées sur une « Bible éthique » reconnue par les universités étrangères.